# Estação Butantã
A Estação Butantã é uma estação da Linha 4–Amarela do Metrô de São Paulo operada pela ViaQuatro. Tem integração com o Terminal de Ônibus da SPTrans. Teve as obras civis concluídas em fevereiro de 2010 e foi inaugurada em 28 de março de 2011. Será estação de integração, com a construção da futura Linha 22 (Rebouças–Cotia).

## Histórico

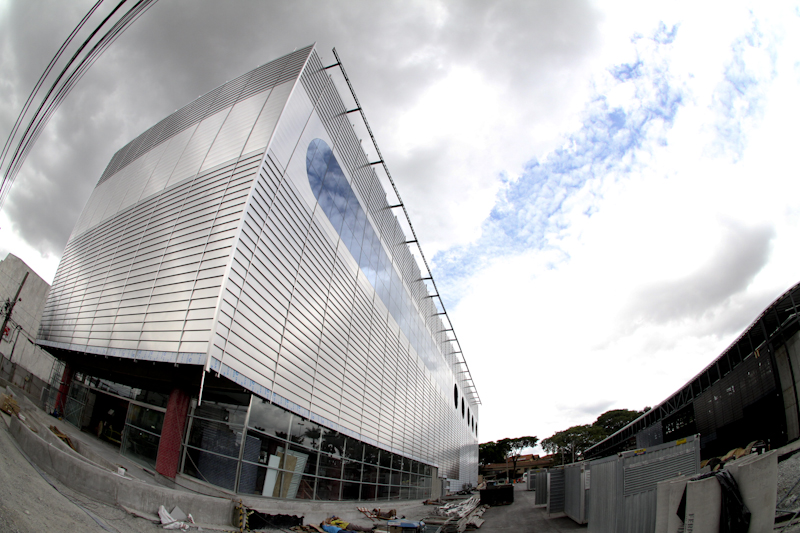
Estação Butantã durante finalização das obras

Apesar de inicialmente prevista para ser inaugurada em 2010, no início de 2011 a estação ainda não tinha sido entregue, e Jurandir Fernandes, secretário dos Transportes Metropolitanos da gestão estadual que assumiu em 1 de janeiro, estabeleceu novo prazo, a metade do ano, junto com a Estação Pinheiros. Apesar de o balanço do fim da gestão Goldman ter classificado as estações Butantã e Pinheiros como "prontas", apenas aguardando testes, o novo governo divulgou que ainda faltavam acabamentos e, no caso da segunda, a integração com a CPTM. A licença ambiental para operar a estação foi obtida junto à Cetesb em fevereiro. Com isso, segundo reportagem da Folha de S.Paulo, o Metrô passaria a ter uma meta "extraoficial" de abrir a estação em março e a Estação Pinheiros até abril, com previsão para funcionamento durante os horários de pico até junho.
Em meados de março a previsão de inauguração da Estação Butantã passou a ser o dia 28 do mesmo mês. Previa-se que, assim que a estação entrasse em operação, a autoridade municipal colocasse em operação duas linhas ligando a estação à Universidade de São Paulo e à Estação da Luz. Essa segunda linha seria desativada quando a Estação Luz fosse inaugurada. Hoje, existem três linhas circulares entre o Terminal Butantã e a Cidade Universitária Armando de Salles Oliveira, que são de uso gratuito para alunos, funcionários e professores da Universidade de São Paulo.
A estação Butantã foi enfim aberta ao público no dia 28 de março de 2011, operando no mesmo horário do restante da linha (de segunda a sexta-feira, das 8 às 15 horas) e com cobrança normal de tarifa. A previsão inicial era de que até junho a estação funcionasse em horário normal, embora ainda apenas de segunda a sexta-feira. O consórcio tinha a expectativa de que o número de usuários diários na linha triplicasse, passando de 19 mil para 57 mil após a entrada em operação da Estação Butantã. A cerimônia de inauguração foi marcada por protestos de metroviários e estudantes, os primeiros protestando contra o governador Geraldo Alckmin por causa da tecnologia driverless da linha, que dispensa condutores; os segundos, contra o prefeito Gilberto Kassab, devido ao aumento das tarifas de ônibus em janeiro. Muitas pessoas compareceram à estação a partir das 8 horas naquele dia, conforme o Metrô havia anunciado em seu site, mas houve um atraso por causa da presença de autoridades, e as portas só foram abertas às 10h25.
Ao contrário das outras duas estações da linha inauguradas anteriormente, a Butantã já foi aberta com cobrança de tarifa. O terminal de ônibus passou a funcionar no mesmo dia e nos mesmos horários, apenas com as duas linhas inicialmente previstas para o período de operação assistida. O complexo foi aberto apenas com um banheiro químico disponível para os passageiros, no terminal de ônibus, enquanto a estação contava com um para uso de portadores de deficiência. Apesar da inauguração, muitas casas da região ainda apresentavam danos estruturais. Segundo o Consórcio ViaAmarela, que não divulgou o total por região, 1 010 imóveis apresentaram algum problema estrutural ao longo das obras da linha. A inauguração também mudou o trânsito do bairro, com a Rua MMDC passando a ser de mão única ao longo de um quarteirão e ganhando dois semáforos. Já os estacionamentos da região tinham a expectativa de ver o fluxo de veículos aumentar, e muitos aumentaram os preços após a inauguração da estação.
A inauguração das estações Luz e República, em 15 de setembro, fez com que fosse criada, no mesmo dia, uma nova linha no terminal da Estação Butantã, ligando-o ao Terminal Campo Limpo. Exatamente um mês depois o terminal passou a ser o ponto final de dezessete linhas intermunicipais com origem no oeste da Grande São Paulo. Como o ponto final dessas linhas anteriormente era o Largo da Batata, em Pinheiros, foi criada uma linha circular do terminal ao antigo destino, gratuita para todos os usuários nos quatro primeiros dias e depois apenas para quem tivesse o Bilhete de Ônibus Metropolitano (BOM). Segundo o Jornal da Tarde, "a maioria das pessoas que iam ao Largo da Batata não aprovou a mudança". O presidente da EMTU disse ao JT que a intenção era facilitar a integração com o Metrô, especialmente para os passageiros com destino ao centro da cidade, e desafogar o trânsito da região do Largo da Batata. Um especialista ouvido pelo mesmo jornal concordou com a iniciativa do ponto de vista do trânsito, mas ressaltou que era contra eliminar as linhas do Largo da Batata, o que "penalizaria" muitos usuários "por uma distância muito pequena".

## Características

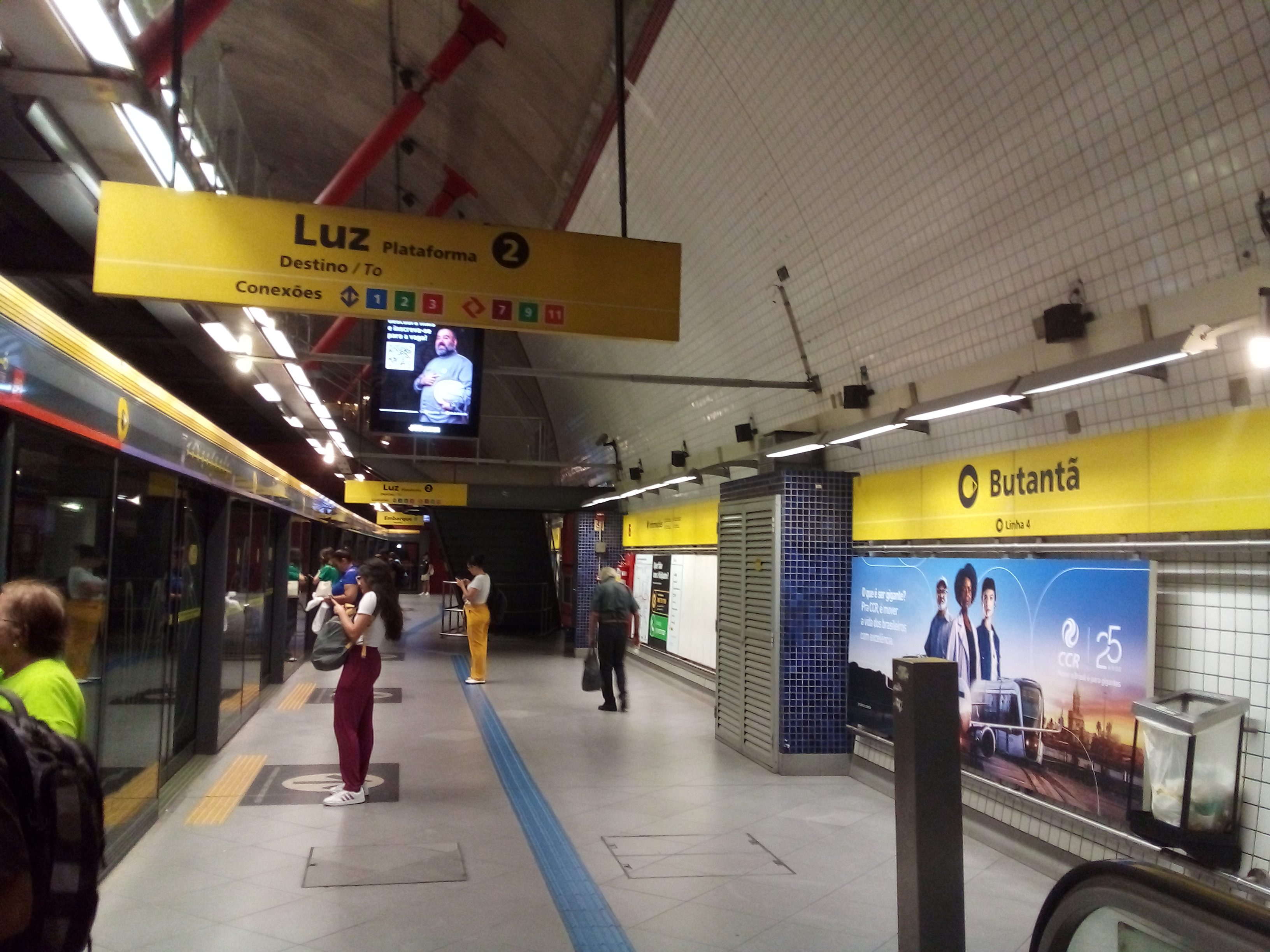
Plataforma da estação

A estação fica na Avenida Vital Brasil, sem número, na esquina com a Rua Pirajussara. É uma estação enterrada, com plataformas laterais e salas de apoio acima do nível da superfície, com estruturas em concreto aparente e passarela de distribuição em estrutura metálica, fixada com tirantes sobre a plataforma. Os escritórios dos funcionários da ViaQuatro e as salas operacionais e técnicas ficam nas edificações externas, o que teria evitado, segundo o Metrô, diversas desapropriações.
A estação dispõe de nove bloqueios, catorze escadas rolantes e cinco elevadores, além de portas automáticas nas plataformas. Possui acesso para pessoas portadoras de deficiência e integração com terminal de ônibus urbano.
Sua capacidade foi projetada para uma média de 35 mil passageiros diários.

## Informações básicas
| Sigla | Estação | Inauguração         | Capacidade | Integração               | Plataformas | Posição     | Notas                                      |
| ----- | ------- | ------------------- | ---------- | ------------------------ | ----------- | ----------- | ------------------------------------------ |
| BUT   | Butantã | 28 de março de 2011 |            | Bilhete Único da SPTrans | Laterais    | Subterrânea | Estação com estrutura de concreto aparente |

## Terminal Butantã
A estação Butantã é integrada a um terminal metropolitano com linhas da EMTU para os municípios de Carapicuíba, Cotia, Embu das Artes, Itapevi, Osasco e Taboão da Serra, além de linhas da SPTrans que atendem a região oeste de São Paulo.

### Linhas
| Linha     | Terminais        | Estações | Principais destinos                                                                                | Duração das viagens (min) | Intervalo entre trens (min) | Funcionamento                                                                                  |
| --------- | ---------------- | -------- | -------------------------------------------------------------------------------------------------- | ------------------------- | --------------------------- | ---------------------------------------------------------------------------------------------- |
| 4 Amarela | Luz ↔ Vila Sônia | 10       | Morumbi, Butantã, Pinheiros, Jardim Paulista, Consolação, Bela Vista, Higienópolis, República, Luz | 10                        | 2                           | De domingo a sexta-feira, das 4h40 à meia-noite. Aos sábados, das 4h40 até a 1 hora de domingo |